# Le Val (Var)
Le Val is een gemeente in het Franse departement Var (regio Provence-Alpes-Côte d'Azur) en telt 3760 inwoners (2004). De plaats maakt deel uit van het arrondissement Brignoles.

## Geografie
De oppervlakte van Le Val bedraagt 39,1 km², de bevolkingsdichtheid is 96,2 inwoners per km².
De onderstaande kaart toont de ligging van Le Val (Var) met de belangrijkste infrastructuur en aangrenzende gemeenten.

## Demografie
Onderstaande figuur toont het verloop van het inwonertal (bron: INSEE-tellingen).